# Van Johnson
Charles Van Dell Johnson (Newport, 25 agosto 1916 – Nyack, 12 dicembre 2008) è stato un attore, ballerino e cantante statunitense.

## Biografia

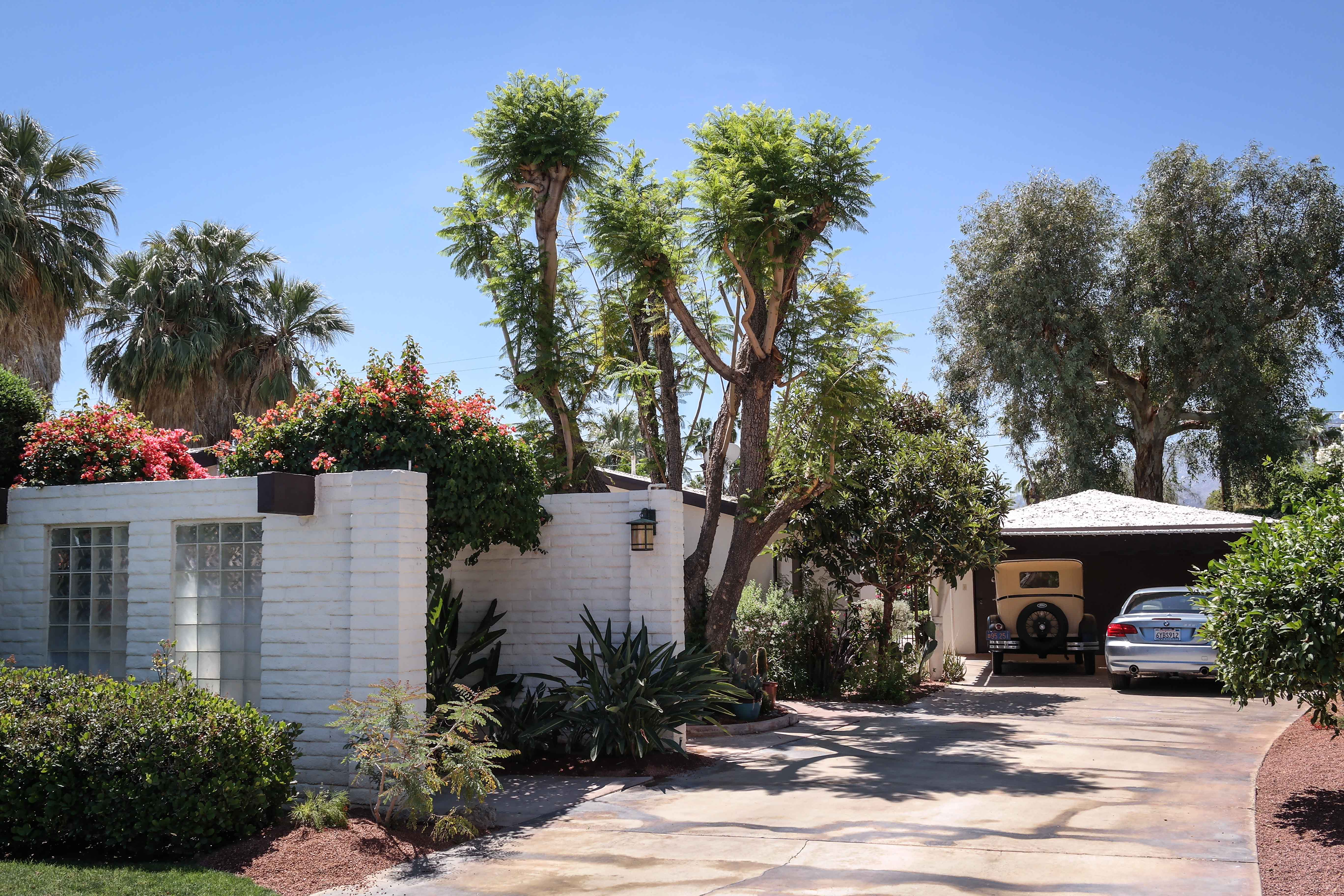
La residenza dell'attore a Palm Springs

Figlio di Loretta Snyder, casalinga, e Charles E. Johnson, un idraulico poi venditore immobiliare, aveva ascendenti europei poiché il padre era un immigrato dalla Svezia e la famiglia della madre, di etnia Pennsylvania Dutch, era di origine tedesca. Van Johnson iniziò la carriera artistica come ballerino di fila a Broadway e, all'inizio degli anni quaranta venne messo sotto contratto dalla MGM, che gli affidò il ruolo del dottor Kildare, in sostituzione di Lew Ayres, nella popolare serie di film incentrati sui casi di Kildare e del dottor Gillespie (Lionel Barrymore).
Il successo per Johnson fu immediato e la MGM lo impiegò in alcune fra le più celebri pellicole di propaganda bellica del periodo, come Joe il pilota (1943) e Missione segreta (1944), entrambi al fianco di Spencer Tracy, e La commedia umana (1943). Con il suo viso cosparso di lentiggini, i capelli rossi e il sorriso esuberante e comunicativo, Johnson divenne inoltre un interprete ideale per la commedia e il musical. Idolo dei teenager, consolidò la sua fama di "ragazzo della porta accanto" in pellicole quali Due ragazze e un marinaio (1944), I fidanzati sconosciuti (1949), accanto a Judy Garland, La duchessa dell'Idaho (1950), al fianco di Esther Williams.
Nel dopoguerra tornò ancora al film bellico in Bastogne (1949) di William A. Wellman e, negli anni successivi, riuscì con successo a evitare di restare confinato nel cliché iniziale, dando ottime interpretazioni in ruoli più complessi e maturi, come quello del sottotenente di vascello Maryk nel film L'ammutinamento del Caine (1954), in cui recitò al fianco di Humphrey Bogart. Recitò inoltre nei drammatici Il fondo della bottiglia (1956) e 23 passi dal delitto (1956), pur non abbandonando altri generi. Apparve infatti ancora nel musical Brigadoon (1954), in cui ballò con Gene Kelly e Cyd Charisse, e nel sentimentale L'ultima volta che vidi Parigi (1954), in cui formò una romantica coppia con Elizabeth Taylor.
Dall'inizio degli anni sessanta Johnson tornò al teatro e si dedicò in prevalenza alla televisione, pur concedendosi un ritorno al cinema nella commedia Appuntamento sotto il letto (1968), in cui fu la spalla dei protagonisti Henry Fonda e Lucille Ball. Tra le sue ultime apparizioni quella nella La rosa purpurea del Cairo (1985), nel ruolo di Larry Wilde, e Killer Crocodile (1989) nel ruolo di un giudice. Morì a 92 anni e fu cremato.

## Filmografia parziale

### Cinema
- La commedia umana (The Human Comedy), regia di Clarence Brown (1943)
- Madame Curie, regia di Mervyn LeRoy (1943)
- Joe il pilota (A Guy Named Joe), regia di Victor Fleming (1943)
- Missione segreta (Thirty Seconds Over Tokyo), regia di Mervyn LeRoy (1944)
- Due ragazze e un marinaio (Two Girls and a Sailor), regia di Richard Thorpe (1944)
- Le bianche scogliere di Dover (The White Cliffs of Dover), regia di Clarence Brown (1944)
- Luna senza miele (Thrill of a Romance), regia di Richard Thorpe (1945)
- Fra due donne (Between Two Women), regia di Willis Goldbeck (1945)
- Sposarsi è facile, ma... (Easy to Wed), regia di Edward Buzzell (1946)
- Nuvole passeggere (Till the Clouds Roll By), regia di Richard Whorf (1946)
- L'isola sulla montagna (High Barbaree), regia di Jack Conway (1947)
- La cavalcata del terrore (The Romance of Rosy Ridge), regia di Roy Rowland (1947)
- La sposa ribelle (The Bride Goes Wild), regia di Norman Taurog (1948)
- Lo stato dell'Unione (State of the Union), regia di Frank Capra (1948)
- Suprema decisione (Command Decision), regia di Sam Wood (1948)
- L'adorabile intrusa (Mother Is a Freshman), regia di Lloyd Bacon (1949)
- La mano deforme (Scene of the Crime), regia di Roy Rowland (1949)
- I fidanzati sconosciuti (In the Good Old Summertime), regia di Robert Z. Leonard (1949)
- Bastogne (Battleground), regia di William A. Wellman (1949)
- La sbornia di David (The Big Hangover), regia di Norman Krasna (1950)
- La duchessa dell'Idaho (Duchess of Idaho), regia di Robert Z. Leonard (1950)
- Risposiamoci tesoro! (Grounds for Marriage), regia di Robert Z. Leonard (1951)
- Le vie del cielo (Three Guys Named Mike), regia di Charles Walters (1951)
- Allo sbaraglio (Go for Broke!), regia di Robert Pirosh (1951)
- L'ingenua maliziosa (Too Young to Kiss), regia di Robert Z. Leonard (1951)
- Perfido invito (Invitation), regia di Gottfried Reinhardt (1952)
- Gli avventurieri di Plymouth (Plymouth Adventure), regia di Clarence Brown (1952)
- I professori non mangiano bistecche (Confidentially Connie), regia di Edward Buzzell (1953)
- La porta del mistero (Remains to be Seen), regia di Don Weis (1953)
- Fatta per amare (Easy to Love), regia di Charles Walters (1953)
- L'ammutinamento del Caine (The Caine Mutiny), regia di Edward Dmytryk (1954)
- Il terrore delle Montagne Rocciose (Siege at Red River), regia di Rudolph Maté (1954)
- Brigadoon, regia di Vincente Minnelli (1954)
- I valorosi (Men of the Fighting Lady), regia di Andrew Marton (1954)
- L'ultima volta che vidi Parigi (The Last Time I Saw Paris), regia di Richard Brooks (1954)
- La fine dell'avventura (The End of the Affair), regia di Edward Dmytryk (1955)
- Il fondo della bottiglia (The Bottom of the Bottle), regia di Henry Hathaway (1956)
- Incontro sotto la pioggia (Miracle in the Rain), regia di Rudolph Maté (1956)
- I diffamatori (Slander), regia di Roy Rowland (1956)
- 23 passi dal delitto (23 Paces to Baker Street), regia di Henry Hathaway (1956)
- Il mio amico Kelly (Kelly and Me), regia di Robert Z. Leonard (1957)
- Il bandito dell'Epiro (Action of the Tiger), regia di Terence Young (1957)
- Fra due trincee (The Last Blitzkrieg), regia di Arthur Dreifuss (1959)
- Sentenza che scotta (Beyond This Place), regia di Jack Cardiff (1959)
- Prigioniero del grattacielo (Subway in the Sky), regia di Muriel Box (1959)
- Esecuzione in massa (The Enemy General), regia di George Sherman (1960)
- Tra moglie e marito (Wives and Lovers), regia di John Rich (1963)
- Divorzio all'americana (Divorce American Style), regia di Bud Yorkin (1967)
- Appuntamento sotto il letto (Yours, Mine and Ours), regia di Melville Shavelson (1968)
- La battaglia d'Inghilterra, regia di Enzo G. Castellari (1969)
- Il prezzo del potere, regia di Tonino Valerii (1969)
- L'occhio del ragno, regia di Roberto Bianchi Montero (1971)
- Concorde Affaire '79, regia di Ruggero Deodato (1979)
- Da Corleone a Brooklyn, regia di Umberto Lenzi (1979)
- Assassinio al cimitero etrusco, regia di Sergio Martino (1982)
- La rosa purpurea del Cairo (The Purple Rose of Cairo), regia di Woody Allen (1985)
- Laggiù nella giungla, regia di Stefano Reali (1986)
- Killer Crocodile, regia di Larry Ludman (1988)
- Fuga dal paradiso, regia di Ettore Pasculli (1990)

### Televisione
- General Electric Theater – serie TV, episodio 8x32 (1960)
- June Allyson Show (The DuPont Show with June Allyson) – serie TV, episodio 2x06 (1960)
- Vacation Playhouse – serie TV, episodio 2x07 (1964)
- Ben Casey – serie TV, episodio 4x20 (1965)
- Batman – serie TV, episodi 2x05-2x06 (1966)
- The Danny Thomas Hour – serie TV, episodi 1x13-1x14 (1967-1968)
- Reporter alla ribalta (The Name of the Game) – serie TV, 2 episodi (1968-1970)
- Il virginiano (The Virginian) – serie TV, episodio 9x18 (1971)
- Quincy (Quincy, M.E.) – serie TV, episodi 2x01-2x02 (1977)
- Marcia nuziale a tre (Getting Married), regia di Steven Hilliard Stern – film TV (1978)
- Love Boat (The Love Boat) – serie TV, 3 episodi (1978-1982)
- Fantasilandia (Fantasy Island) – serie TV, 1 episodio (1983)
- La signora in giallo (Murder, She Wrote) – serie TV, 3 episodi (1984-1990)

## Riconoscimenti

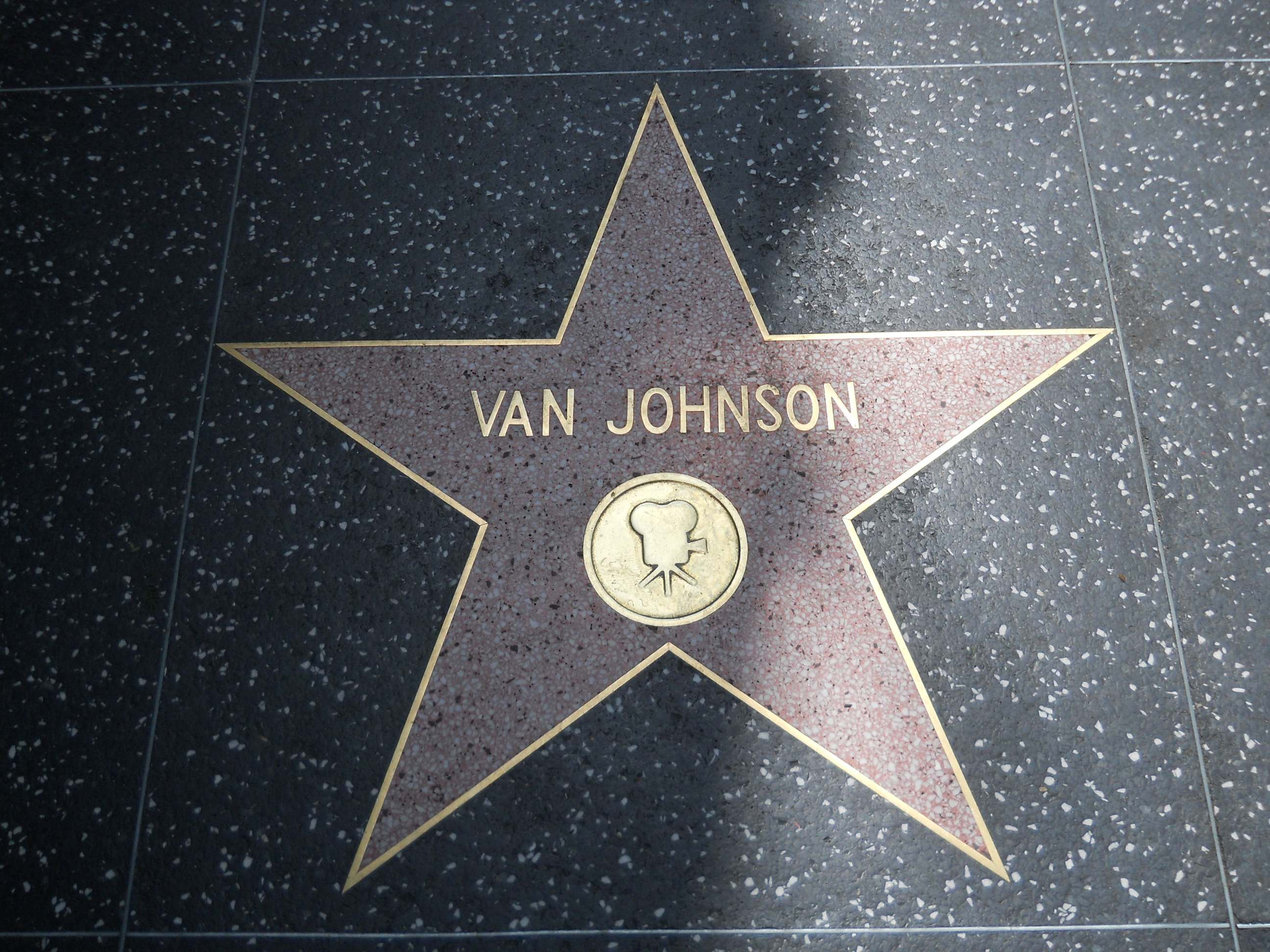
La sua stella nella Hollywood Walk of Fame

- Hollywood Walk of Fame
  - 1960 – Stella

## Doppiatori italiani
- Giuseppe Rinaldi in L'ingenua maliziosa, L'ultima volta che vidi Parigi, Il terrore delle montagne rocciose, Suprema decisione, La sposa ribelle, I valorosi, Perfido invito, Missione segreta, Il mio amico Kelly, Luna senza miele, L'isola sulla montagna, Gli avventurieri di Plymouth, 23 passi dal delitto, L'ammutinamento del Caine, Bastogne, La fine dell'avventura, La cavalcata del terrore, La duchessa dell'Idaho, Allo sbaraglio, Due ragazze e un marinaio, Esecuzione in massa, Fatta per amare, Brigadoon, La battaglia d'Inghilterra, Fra due donne, Joe il pilota, Sposarsi è facile ma..., Il bandito dell'Epiro, I professori non mangiano bistecche, La sbornia di David, Tra moglie e marito
- Gualtiero De Angelis in Il fondo della bottiglia, Incontro sotto la pioggia
- Pino Locchi in Appuntamento sotto il letto, Concorde Affaire '79
- Luciano De Ambrosis in Da Corleone a Brooklyn, Assassinio al cimitero etrusco
- Dante Biagioni in Killer Crocodile, La signora in giallo (ep. 2x20)
- Riccardo Mantoni in Le bianche scogliere di Dover
- Adolfo Geri in Grand Hotel Astoria
- Alberto Sordi in Lo stato dell'Unione
- Stefano Sibaldi in L'adorabile intrusa
- Sergio Fantoni in Il prezzo del potere
- Gianni Marzocchi in L'occhio del ragno
- Cesare Barbetti in Laggiù nella giungla
- Sandro Iovino in La signora in giallo (ep. 1x06)
- Sergio Tedesco in La signora in giallo (ep. 7x04)
- Emilio Cappuccio in Lo stato dell'Unione (ridoppiaggio), Dottor Gillespie (doppiaggio tardivo di più film della serie)
- Roberto Chevalier in Suprema decisione (ridoppiaggio)